# Cistroma
El cistroma se refiere a una colección de elementos reguladores de un conjunto de genes, incluidos los sitios de unión del factor de transcripción y las modificaciones de histonas. Más específicamente, "el conjunto de objetivos que actúan en cis de un factor que actúa en trans en una escala de todo el genoma, también conocida como la ubicación in vivo en todo el genoma de los sitios de unión del factor de transcripción o modificaciones de histonas".
El término cistroma es un acrónimo de «cistr[ón]» y «[gen]oma». El término cistroma fue acuñado por investigadores del Instituto del Cáncer Dana-Farber y la Escuela de Medicina de Harvard.
Tecnologías como la inmunoprecipitación de cromatina combinada con el análisis de microarrays "ChIP-on-chip" o con la secuenciación masiva de ADN en paralelo "ChIP-Seq" han facilitado enormemente la definición del cistroma de los factores de transcripción y otras proteínas asociadas a la cromatina.

## Otras lecturas
- Lupien M, Eeckhoute J, Meyer CA, Wang Q, Zhang Y, Li W, Carroll JS, Liu XS, Brown M (March 2008). «FoxA1 translates epigenetic signatures into enhancer-driven lineage-specific transcription». Cell 132 (6): 958-70. PMC 2323438. PMID 18358809. doi:10.1016/j.cell.2008.01.018.
- Lupien M, Brown M (June 2009). «Cistromics of hormone-dependent cancer». Endocr. Relat. Cancer 16 (2): 381-9. PMID 19369485. doi:10.1677/ERC-09-0038.

- Datos: Q2974364